# Diane Luchese
Diane Luchese est une organiste et pianiste américaine. Elle se rendit célèbre en 2009 pour avoir joué sans interruption et pendant près de 15 heures le célèbre morceau Organ²/ASLSP, de John Cage.